# Paul Gütl
Paul Gütl (* 13. August 1875 in Bad Gleichenberg, Steiermark; † 22. November 1944 in Wien) war ein österreichischer Architekt.

## Leben
Der Steirer Paul Gütl absolvierte (wahrscheinlich in Graz, da dokumentarisch nicht mehr nachzuweisen) die Staatsgewerbeschule. 1898 studierte er dann bis 1902 an der Akademie der bildenden Künste Wien bei Otto Wagner. Danach arbeitete er als selbständiger Architekt und führte einige Bauten in der Steiermark und in Wien aus. 1906 wurde Gütl mit dem Kaiserlich-russischen Stanislaus-Orden III. Klasse ausgezeichnet. Nach einer längeren Schaffenspause war Gütl in den 1920er Jahren in Wien für den sozialen Wohnbau tätig, einige Male gemeinsam mit Camillo Fritz Discher, ebenfalls einem ehemaligen Otto Wagner-Schüler. Danach sind keine weiteren Bauten mehr von Gütl bekannt.

## Leistung
Paul Gütl vereinte als Schüler Otto Wagners zunächst moderne sezessionistische Formen mit solchen eines historisierenden Romantismus. Nach dem Ersten Weltkrieg führte diese Tendenz dann zu Formen des typischen Wiener Gemeindebaustils, bei dem sich expressive Gestaltungselemente mit romantisierenden, dem Heimatstil verwandten, mischten. So zählten polygonale Erkervorsprünge, spitze Giebel, Lauben, Balkone, Rustikamauerwerk, Klinkerverkleidungen, Putti oder Sgraffiti zu seiner Formensprache, auch als andere Architekten bereits davon abgegangen waren. Erst ab 1928 zeigte sich auch bei Gütl eine Versachlichung und Reduzierung oben genannter Elemente.

## Werke

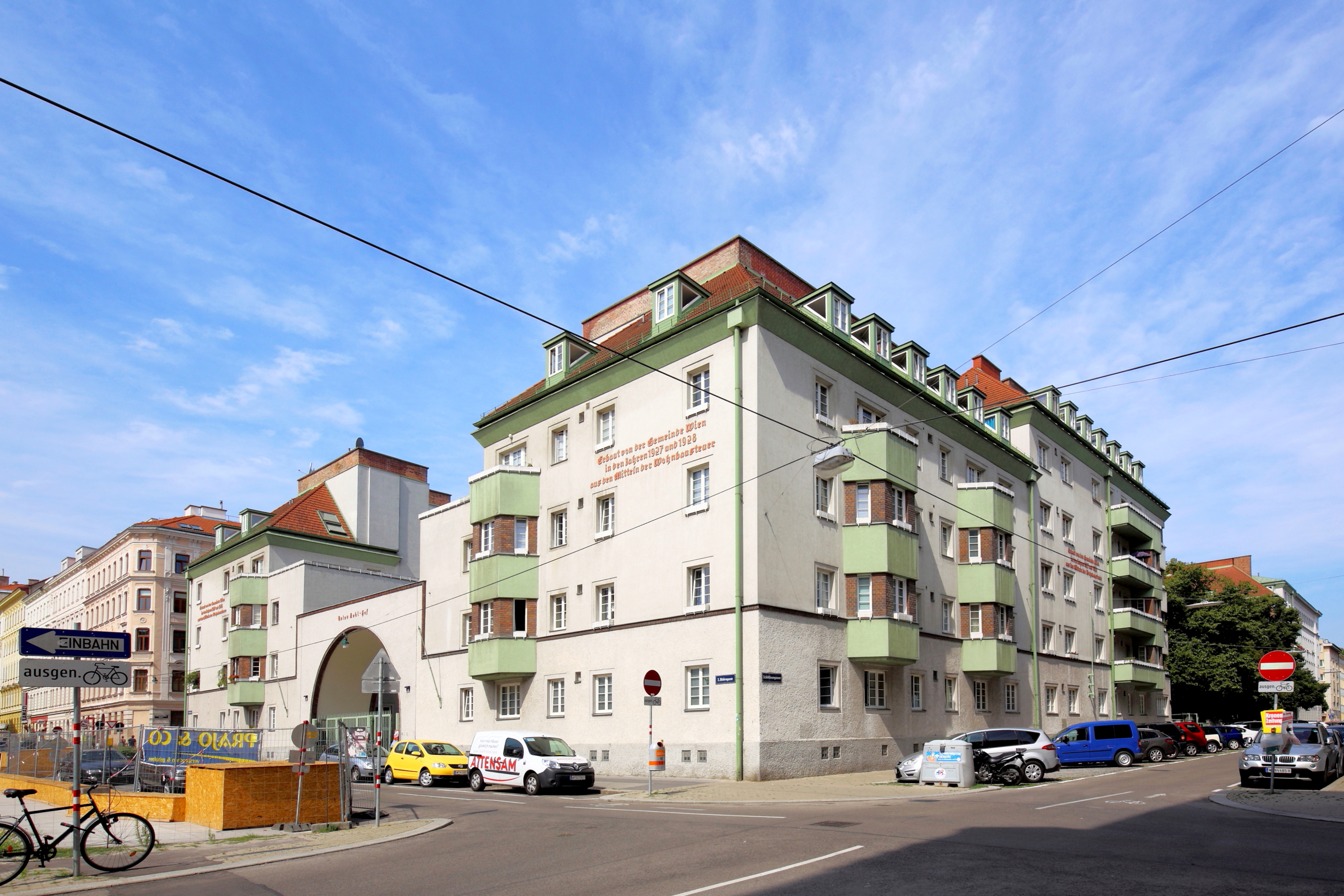
Anton-Kohl-Hof (1927–28)

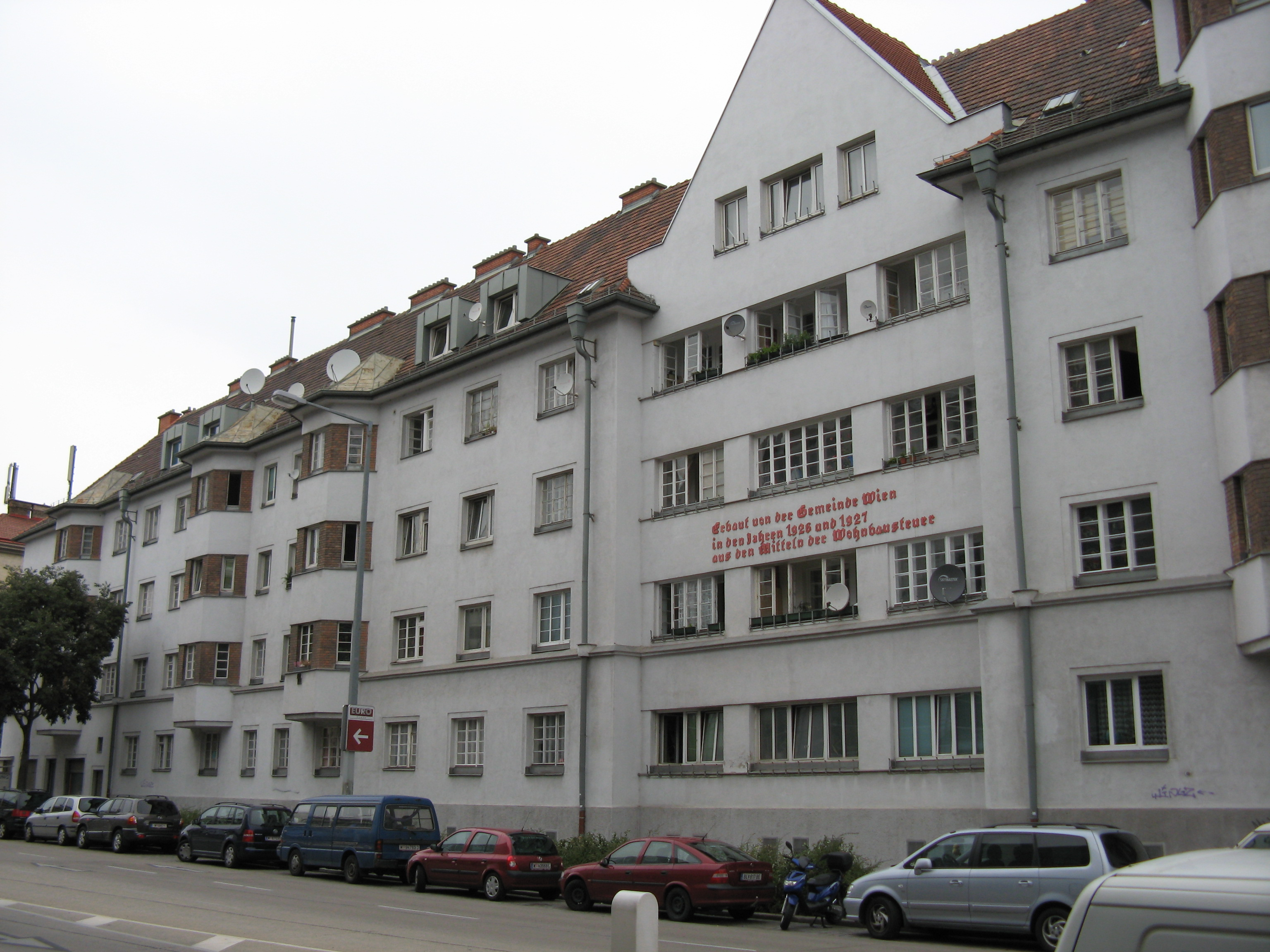
Wohnhausanlage Am Wienerberg (1925–27)

- Rathaus Spital am Semmering (1906–07)
- Villa in Breitenstein, Niederösterreich (1908)
- Wohnhaus Dannebergplatz 16, Wien 3 (1908)
- Wohn- und Geschäftshaus Wiener Straße 64 in Mürzzuschlag, Steiermark (1911)
- Wohnhausanlage Pernerstorferhof, Wien 10 (1925–26), gemeinsam mit Camillo Fritz Discher
- Wohnhausanlage Am Wienerberg, Wien 12 (1925–27), gemeinsam mit Camillo Fritz Discher
- Wohnhausanlage Anton Kohl-Hof, Wien 3 (1927–28), gemeinsam mit Camillo Fritz Discher
- Wohnhausanlage Hockegasse 9, Wien 18 (1928–29)
- Wohnhausanlage Steudelgasse 12–18, Wien 10 (1932–33)